# Роміна Молодша

Роміна Каррізі (італ. Romina Carrisi, нар. 1 червня 1987, Челліно Сан Марко, Пулія) — фотограф та актриса.

## Біографія
Роміна Каррізі, народилася в сім'ї музикантів та артистів Роміни Павер (Роміна Павер) та Альбано Каррізі (Аль Бано). Зростала під об'єктивами фотоапаратів, не підозрюючи, що це в майбутньому стане її пристрастю та роботою. Проте,свої перші інтереси проявила до кінематографу знявшись у своєму першому фільмі у віці 14 років (серіал 'Padri' - 'Батьки', режисер Рікардо Донна, фільм вийшов на каналі raiduo ). Навчалася в школі театральної майстерності в Італії (Scuola D'Arte Drammatica 'Silvio D'Amico') та Голівуді. Володіє кількома іноземними мовами.
Щоб вийти з тіні популярності батьків Роміна брала участь у численних телешоу. Зокрема в популярному в Італії реаліті-шоу Isola dei Famosi.
Її перша виставка фотографій пройшла під назвою 'Голівуд. Правдива історія.' в Лечче та Барі у 2011 році. Вона є автором фотографій свого батька Альбано Каррізі (Аль Бано) на обкладинці альбому The Great Italian Songbook, сестри Крістель (Крістель Каррізі) на обкладинці альбому Il tempo, il nulla, l'amore ed io, та матері Роміни Павер (Роміна Павер) на обкладинці альбому Da lontano та в журналі Chi та багато інших.
Зараз Роміна Молодша живе між Голівудом та Італією. Продовжує займатися фотографію.